# Gaesischia pygmaea
Gaesischia pygmaea är en biart som beskrevs av Urban 1968. Gaesischia pygmaea ingår i släktet Gaesischia och familjen långtungebin. Inga underarter finns listade i Catalogue of Life.